# Джексенбаев, Шакир Джексенбаевич
Шаки́р Джексенба́евич Джексенба́ев (в современных казахстанских источниках его имя даётся в казахской транскрипции Шакир Жексенбаев) (1901—1988) — первый советский казахский профессиональный военный генерал.

## Биография
Родился в 1901 году в ауле Шунгай Букеевской Орды Астраханской губернии.
В 1908 году отец отдал его в начальную школу, затем — в Ханскоставочное высшее начальное училище, которое приравнивалось к восьмому классу современной средней школы. После окончания училища в 1917 году Шакир поступил на педагогические курсы. Окончив учебу, приехал в Шунгай.
В октябре 1918 года на выборах в Советы рабочих, крестьянских и красноармейских депутатов Шакира избрали в состав исполкома в качестве ответственного секретаря. В это время в России шла гражданская война, проводился набор добровольцев в Рабоче-Крестьянскую Красную Армию (РККА). Шакир пошёл добровольцем на войну. Его определили в полковую школу Первого Советского образцового киргизского (казахского) конного полка. Его зачислили на Борисоглебские курсы, где он познакомился с будущим поэтом Степаном Щипачёвым, с которым он потом дружил до самой смерти. Курсанты участвовали в боях. Особый боевой отряд Борисоглебских курсов входил в оперативную группу для подавления мятежа Сапожкова.
В марте 1920 года Ш. Джексенбаев стал членом ВКП(б). После окончания курсов, в июне 1920 года, Джексенбаева был назначен командиром взвода Первой Киргизской (казахской) кавалерийской дивизии. Спустя месяц его повысили в должности, назначив помощником командира эскадрона. В том же году Джексенбаева направили на учёбу в Академию Генерального штаба РККА в Москву.
После окончания академии Шакира Джексенбаева направили в 110-й стрелковый полк 34-й стрелковой дивизии Приволжского военного округа командиром роты, затем перевели на партийную работу в этом же стрелковом полку на должность начальника учебной части объединённой военной школы имени ЦИК Казахской АССР, а через год назначили начальником строевого отдела Военного комиссариата Казахской АССР, и он был избран кандидатом в члены ЦК Совета рабочих, крестьянских и красноармейских депутатов. Вскоре Шакира Джексенбаева перевели начальником штаба 110-го стрелкового полка 37-й стрелковой дивизии Белорусского военного округа.
В 1930 году его срочно вызвали в Москву и направили на курсы при военно-химическом отделении Военно-технической академии РККА для обучения специальности военного химика. Эта высшая школа — первое специальное военно-учебное заведение, готовившее специалистов высокой квалификации для химической службы Красной Армии. Главной дисциплиной для курсантов считалось военно-химическое дело, основной задачей — организация противохимической защиты войск. В сентябре 1931 года, по окончании курсов, Джексенбаев получил назначение в военно-химическое управление, а в конце ноября его ждало новое назначение, в этот раз в Украинский военный округ на должность командира и комиссара 4-го стрелкового батальона противохимической обороны, размещённого в Киеве.
Весной 1934 года по приказу командующего Украинским военным округом батальон взял курс на восток — в Забайкалье. Причиной послужило резкое изменение международной обстановки из-за захвата Маньчжурии Японией и создания там государство Маньчжоу-го. В 1936 году Джексенбаева назначили помощником по химслужбе армейского инспектора штаба Отдельной Краснознамённой Дальневосточной Армии (ОКДВА), в том же году его перевели начальником химической службы 45-го стрелкового корпуса.
В 1940 году ему было присвоено звание полковника, он был назначен командиром батальона противохимической обороны Калининского военного училища химической защиты РККА.
С началом Великой Отечественной войны Джексенбаева был назначен старшим помощником начальника отдела химической защиты войск западного направления, старшим помощником начальника отдела химзащиты Центрального фронта, затем — исполняющим обязанности начальника отдела химзащиты 3-й Армии Брянского, Юго-Западного фронтов.
После разгрома разгрома немецких войск под Москвой и Сталинградом, на Орловско-Курской дуге батальоны химзащиты были переброшены на 2-й Прибалтийский фронт.
14 октября 1943 года полковник Джексенбаев был награждён орденом Отечественной войны I степени и ему было присвоено воинское звание генерал-майора технических войск. Он так вспоминал это событие:

«В какой-то момент начальник отдела химзащиты полковник Н. Ф. Успенский увеличил громкость динамика и мы услышали хорошо знакомый голос Юрия Левитана, передававшего очередное сообщение Информбюро. Но вдруг что-то горячей волной ударило по сердцу, легкие застыли от нехватки воздуха… Что это? Мне присвоено звание генерал-майора технических войск. Радости моей не было границ. Высокая оценка моей работы призывала к еще большей ответственности и отдаче».

В феврале 1944 года от фашистов были освобождены все прибалтийские республики. Начались боевые операции на территории Восточной Германии. По окончании одной из таких операций командующий фронтом маршал Советского Союза Л. А. Говоров вручил генерал-майору технических войск Ш. Джексенбаеву за боевые заслуги орден Ленина, через некоторое время генерал-майор получил орден Красной Звезды.
По окончании войны генерал Джексенбаев был назначен на должность начальника отдела химзащиты Ленинградского военного округа, затем — преподавателем Военной академии химической защиты.
В 1946 году генерал Джексенбаев был назначен на должность заместителя начальника управления химического вооружения и снабжения сухопутных войск. Через три года его назначили старшим преподавателем военно-химического дела кафедры общей тактики и оперативной подготовки военно-инженерной Краснознаменной академии имени В. Куйбышева, затем начальником кафедры противохимической защиты.
В 1958 году в связи с достижением предельного возраста нахождения на военной службе он ушёл в отставку.
Умер в марте 1988 году в Москве.

## Награды и звания
- Награждён орденом Ленина, четырьмя орденами Красного Знамени, двумя орденами  Отечественной войны І степени и орденом Красной Звезды, а также медалями.
- Приказом Начальника Гражданской Обороны РСФСР от 25 декабря 1972 года награждён нагрудным знаком «Отличник Гражданской обороны СССР».
- Приказом Министра автомобильной промышленности СССР от 27 февраля 1975 года награждён значком «Отличник Социалистического соревнования Министерства автомобильной промышленности».
- Почетный гражданин города Уральска.[1]

## Память
- В г. Уральске улица Камышинская была переименована в улицу Жексенбаева.[2]
- На этой улице в Уральске на стене дома № 78 ему установлена мемориальная доска.[3]
- В микрорайоне Алтын-бесик Ауэзовского района Алма-Аты Шакиру Жексенбаеву 5 мая 2011 года была открыта памятная доска.[4]